# Józef Wandzik
Józef Wandzik est un footballeur polonais né le 13 août 1963 à Tarnowskie Góry. Il évoluait au poste de gardien de but.
Il est essentiellement connu pour son passage au Panathinaïkos ou il évolua pendant neuf ans avec son compatriote Krzystof Warzycha. Il y remporta de nombreux titres, disputa une demi-finale de Ligue des champions en 1996 et gagna le surnom de "Montagne" pour symboliser son immense présence dans les buts. Il est toujours considéré comme un des meilleurs gardiens étrangers de l'histoire du championnat Grecque.

## Palmarès
- 53 sélections et 0 but avec l'équipe de Pologne entre 1985 et 1995.
- Championnat de Pologne: 1986, 1987, 1988
- Supercoupe de Pologne: 1988
- Championnat de Grèce: 1991, 1995, 1996
- Coupe de Grèce: 1991, 1993, 1994, 1995
- Supercoupe de Grèce: 1993, 1994